# Joseph Karl Huber
Joseph Karl Huber, auch Joseph Carl Huber, im Volksmund Leopoldl-Huber genannt (1726 in Wien – 24. April 1760 ebenda), war ein österreichischer Schauspieler und Bühnenschriftsteller. Er erlangte als Schöpfer der komischen Figur „Leopoldl“ hohe Popularität beim Publikum und führte trotz Verbots die Tradition der Parodie und Travestie im Wiener Volkstheater weiter.

## Leben und Werk
Über das Leben von Joseph Karl Huber ist kaum etwas bekannt. Er gehörte der Wanderbühne des Johann Joseph Felix von Kurz, genannt Bernadon, an, der im Rahmen des sogenannten Hanswurststreits (1747–1783) von Joseph von Sonnenfels wegen des Extemporierens bekämpft wurde. Sonnenfels war Berater von Kaiserin Maria Theresia und setzte bei ihr die Zensur durch und 1752 ein „Extemporierverbot“. Bernadon wurde aus der Stadt verbannt und dem Stegreiftheater sollte der Garaus gemacht werden. Das Theater sollte nach Sonnenfels’ Auffassung das bürgerliche Leben darstellen, belehren und bilden, die Poetik des Aristoteles beachten, der Text schriftlich fixiert werden und der populäre Hanswurst von den Bühnen verschwinden. Das protestantische Aufklärungsparadigma setzte sich somit auch in Wien durch und die Literatur begann im Theater eine beherrschende Rolle zu spielen.

### Leopoldl
Der Leopoldl jedoch ist eine stehende Rolle und komische Figur des Alt-Wiener Volkstheaters, die von Huber um 1745 kreiert wurde. Laut Theater-Lexikon von 1841 ist Leopoldl ein Charakter „in extemporirten Stücken“, also noch eine Figur des Stegreiftheaters in der Tradition der Commedia dell’arte, die durch die Literarisierung des Wiener Theaters unter Joseph von Sonnenfels Ende des 18. Jahrhunderts unterbunden werden sollte. Die Wiener verliehen daraufhin dem Urheber der Figur den Ehrentitel Leopoldl-Huber.

### Ehe
Huber heiratete 1751 die Hofburgschauspielerin Christiane Lorenz (1730–1799), die sich nach ihrer Heirat Huber bzw. Huberinn nannte und während ihrer Ehe große Erfolge als Darstellerin tragischer Heldinnen errang. Sie blieb nach seinem frühen Tod 15 Jahre unverheiratet. Christiane Huber war mit Gotthold Ephraim Lessing bekannt, bearbeitete auch selbst einige Theaterstücke und trat in den 1760er-Jahren als Miss Sara Sampson am Hofburgtheater auf, im Stück Lessings, bearbeitet von ihrem verstorbenen Ehemann. Huber hatte in Lessings Stück eine Hanswurst-Figur eingefügt. Lessings Name wurde im Rahmen dieser Inszenierung freilich nicht genannt.

## Theaterstücke und Bearbeitungen
- 1754: Etwas wider Vermuten oder es ist hohe Zeit, Komödie
- 1755: Misssara und Sirsampson, Bearbeitung von Lessings Miss Sara Sampson
- 1760: Zange oder Die Rache, Trauer-Spiel in Prosa, aus dem Englischen des Herrn D. Eduard Youngs entlehnet
- 1762: Argenide oder Das übereilte Gelübde, erwiesen von Idomeno, König in Creta, dem Mörder seines eigenen Sohnes Eurindo, Trauer-Spiel von drey Aufzügen
- 1783: Der englische Kaper, Original-Lustspiel in einem Aufzuge